# منظمة أزمة صحة الرجال الشواذ
منظمة أزمة صحة الرجال المثليين هي منظمة مجتمعية غير ربحية تتلقى الدعم من المتطوعين مقرها في مدينة نيويورك تهدف إلى القضاء على مرض نقص المناعة الإيدز تحسين مستوى معيشة المصابين به.

## التاريخ

### عقد 1980
تم تأسيس المنظمة في يناير عام 1982 بعد انتشار التقارير في مدينتي سان فرانسيسكو ونيويورك ان هناك نوعا نادرا من السرطان يدعى ساركوما كابوزي يصيب الشباب المثليين. بعد أن صرحت مراكز السيطرة على الأمراض والوقاية منها ان المرض الجديد وباء. تم إنشاء المنظمة عندما تجمع 80 رجل في شقة الكاتب لاري كرامر في مدينة نيويورك لمناقشة قضية «السرطان الشاذ» وجمع الأموال من أجل التبرعات. اخذت المنظمة اسمها من حقيقة ان أول رجل يقع ضحية مرض نقص المناعة يكون شاذا. تم عقد أول اجتماع في كنيسة القديس يوسف في قرية غرينتش.
المؤسسين كانوا: ناثان فين، لاري كرايمر، لورانس د ماس، وبول بوفام، وبول رابوبورت، وادموند وايت. لقد نظموا بشكل رسمي كيان مستثنى من الضريبة والذي تم تسجيله في 30 يونيو عام.1982. في ذلك الوقت كانت أكبر منظمة لمكافحة مرض نقص المناعة (الإيدز) وتم انتخاب بول بوفام رئيسا.
رودجر مكفارلين أنشأ خط ساخن لإسداء المشورة في حالات الأزمات والتي تؤدي إلى هاتف منزله الخاص والتي أصبحت واحدة من أدوات المنظمة الأكثر فاعلية لمشاركة المعلومات حول مرض نقص المناعة (الإيدز). وقد سمي بالمدير للمنظمة عام 1982، مما يساعد بخلق هيكل أكثر رسمية للمنظمة. والتي كانت لا تملك ممولين أو مكاتب لها عندما تسلم منصبه كمدير، تم تشغيل المنظمة في غرفتين مكتبيتين في دار سكن في تشلسي والتي كان يملكها ميل تشيرين من تسجيلات وست اند
لاري كرايمر كتب في ذكرى مكفارلين «منظمة أزمة صحة الشواذ هي ما بدأه مكفارلينأساساً من: تقديم المشورة في حالات الأزمات، والمساعدة القانونية، والمتطوعون، ونظام الأصدقاء، والأخصائيون الاجتماعيون» كجزء من منظمة تقدم الخدمات لأكثر من 000 15 شخص متأثرين بفيروس نقص المناعة البشرية والإيدز.
في مقابلة مع صحيفة" نيويورك تايمز"بعد موت مكفارلين في أيار عام 2009، وصف كرايمر كيف اخد مكفارلين على عاتقه هذه المجموعة الخائفة من الشباب، فوجد لنا مكتبا وجهز جميع البرامج.
كرايمر استقال عام 1983 نتيجة خلافاته مع المؤسسين الآخرين، منذ ذلك الحين وتصريحاته كانت معادية للمنظمة.
وبحاول عام 1984 طلبت مراكز السيطرة على الأمراض والوقاية منها من المنظمة ان تساعدها في تنظيم مؤتمر عام لمكافحة مرض نقص المناعة. وفي نفس العام تم اكتشاف فيروس العوز المناعي البشري بواسطة الطبيبة فرانسواز باري سينوسي والطبيب لوك مونتانييه، في خلال سنتين كانت المنظمة تساعد المثليين من كلا الجنسين، ومصابي مرض الناعور، ومتعاطين المخدرات عن طريق الحقن الوريدية. والأطفال.
تلقت المنظمة تغطية واسعة في كتاب راندي شلتس «و الفرقة عزفت على» عام 1987، والذي وصف فيه تطور الجائحة ملقيا اللوم على الرئيس رونالد ربغين ووزيرة الصحة والخدمات الإنسانية في الولايات المتحدة مارغريت هيكلر، في الفشل للاستجابة للجائحة، ويمدح المنظمة على اداءها، شلتس كان مثليا ومات لاحقا بمرض نقص المناعة.

### عقد 1990
في عام 1997 انتقلت المنظمة إلى مقرها الرئيس في الطابق التاسع في مبنى تشيس رقم 119 غرب شارع 24 في الحي التشلسي، بحيث خصع المبنى لعملية ترميم بقيمة 12.5 مليون دولار.
وفي تسعينات القرن الماضي تم إقامة حفلة لجمع التبرعات على شاطئ المحيط الأطلسي في (فاير أيسلندا بينز)، نيويورك، والذي تطور لاحقا إلى حفلة راقصة ذاغ صيتها انها مرتبطة بالجنس الغير أمن وتعاطي المخدرات الاستجمامية، منظمة أزمة صحة الرجال الشواذ ألغت الحفل في عام 1998 بعد أن توفى رجل بالحفل عن طريق جرعة زائدة بعقار (جاما هيدروكسي بيوتيريت)، والمساء ما قبل الحفل تم اعتقال 21 محتفلا بتهمة حيازة المخدرات.

### عقد 2000
تلقت المنظمة بغض المنح من مؤسسة كارنغي في نيويورك والتي هي منظمة دعمت أكثر من 550 مشروع فني ومؤسسة مجتمعية من بداية تاسيسها عام 2002.
انتقلت المنظمة إلى مقرها الجديد في منهاتن في مبنى رقم 446 غرب الشارع 33 وقد كانت مساحة أكثر من 110,000 قدم مربع (10،000متر مربع، توسعت المنظمة في خدماتها إلى أكثر من 100,000 شحض من سكان نيويورك المصابين بمرض نقص المناعة وفيروس عوز المناعة البشري، تضمنت هذة الخدمات التوعية بالصحة والتغذية، والإيواء والسكن. ورعاية الحالة النفسية.